# Bertiera lejolyana
Bertiera lejolyana är en måreväxtart som beskrevs av Nguembou och Bonaventure Sonké. Bertiera lejolyana ingår i släktet Bertiera och familjen måreväxter. Inga underarter finns listade i Catalogue of Life.